# Diplectrus apollinairei
Diplectrus apollinairei is een keversoort uit de familie schijnboktorren (Oedemeridae). De wetenschappelijke naam van de soort is voor het eerst geldig gepubliceerd in 1924 door Pic.